# Чуприна Микола Петрович
Микола Петрович Чуприна (13 травня 1928, Корсунь — 2000) — український живописець; член Спілки радянських художників України з 1960 року. Заслужений діяч мистецтв Автономної Республіки Крим.

## Біографія
Народився 13 травня 1928 року в селі Корсуні (нині селище у Донецькій області, Україна). 1950 року закінчив Харківське державне художнє училище; 1956 року — Харківський художній інститут, де навчався у Леоніда Чернова, Євгена Єгорова, Михайла Шапошникова.
З 1956 жив і працював у Криму. Мешкав у Сімферополі в будинку на вулиці Беспалова, № 35, квартира № 2. Помер у 2000 році.

## Творчість
Працюавав у галузі станкового живопису, створював тематичні картини, портрети. Серед робіт:
- «Перед зміною. На шахтному подвір'ї» (1957);
- «Шахтар» (1957);
- «Портрет знатного машиніста вугільного комбайну шахти Кримська-комсомольська І. Балашенка» (1958);
- «Портрет дружини» (1959, Лувр)[1];
- «Портрет двічі Героя Соціалістичної Праці виноградаря Марії Князевої» (1960);
- «У порту» (1962);
- «Школярка» (1970-ті);
- «Зимова вулиця» (1970-ті);
- «Виноградники Коктебеля» (1970-ті).

Брав участь у республіканських виставках з 1957 року.
Крім згаданого музею, роботи художника знаходяться в музеях і галереях України, Росії, в приватних колекціях Іспанії, Франції, Німеччини, Нідерландів, США, Японії.